# Mausoleum Heinrich Schliemann

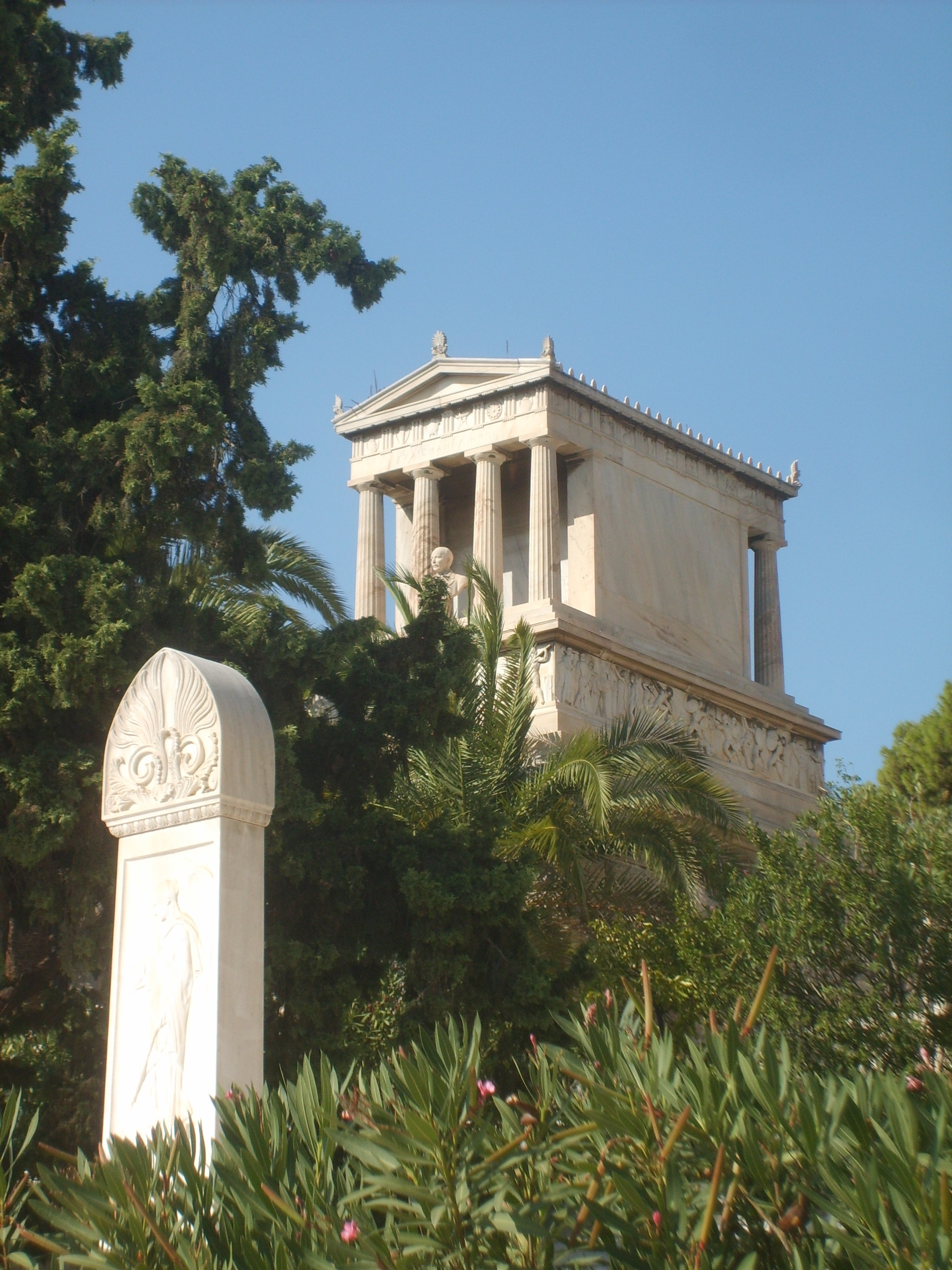
Das Grabmal Heinrich Schliemanns von weitem

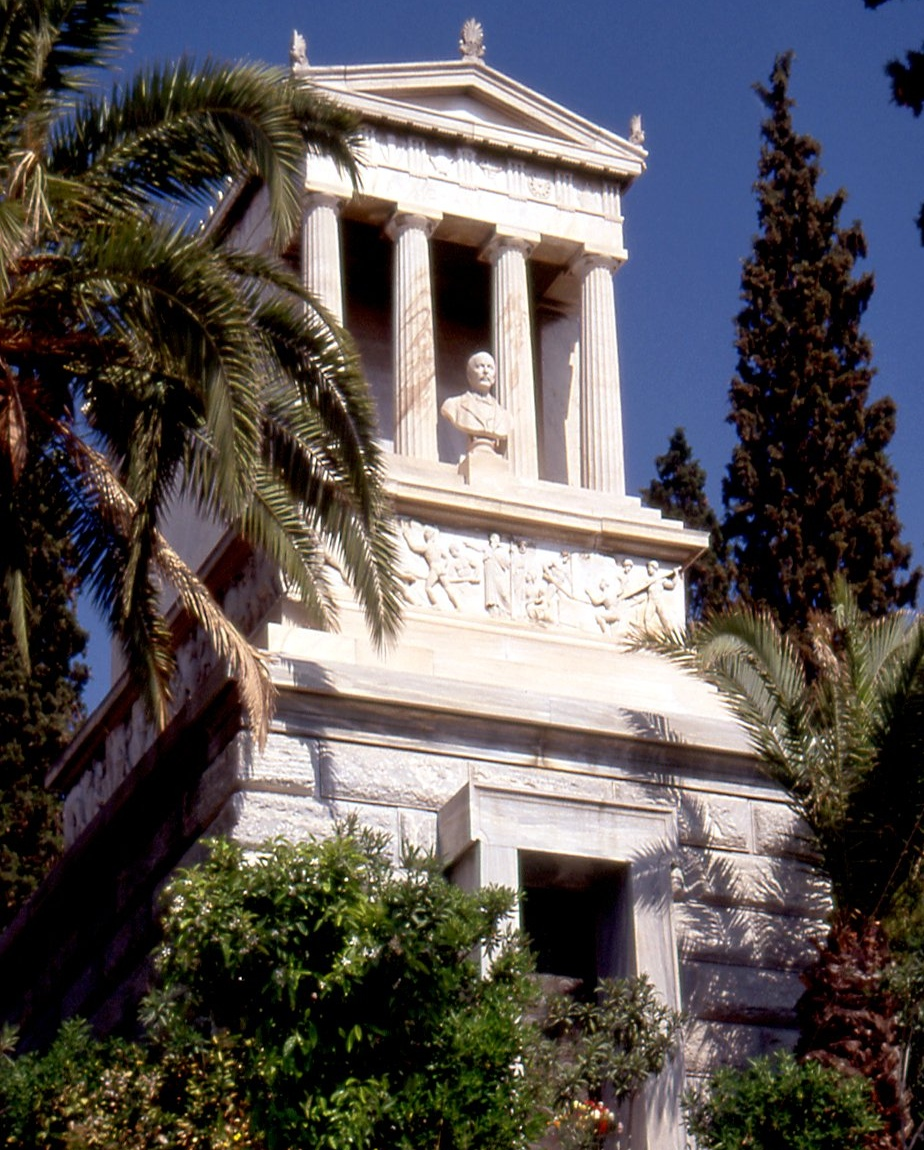
Das Grabmal Heinrich Schliemanns

Das Grabmal Heinrich Schliemanns steht auf dem Ersten Athener Friedhof und ist die letzte Ruhestätte des deutschen Kaufmanns und Archäologen Heinrich Schliemann (1822–1890).

## Geschichte
Im Jahr 1888 verfügte Schliemann testamentarisch den Ort seiner letzten Ruhestätte auf dem Athener Friedhof. Mit dem Architekten Ernst Ziller bestimmte er deren Form.
Nachdem Schliemann im März 1890 an der zweiten internationalen Gelehrtenkonferenz auf Hissarlik teilgenommen und seine siebte Grabungskampagne in Troja durchgeführt hatte, unterzog er sich am 13. November in Halle (Saale) einer Operation an beiden Ohren. Auf dem Rückweg nach Athen starb er in Neapel an den Folgen des Eingriffs.
Am 4. Januar 1891 wurde er auf dem Athener Zentralfriedhof beigesetzt. Der mit ihm befreundete Athener Architekt Ernst Ziller, der auch schon Schliemanns Wohnhaus Iliou Melathron entworfen hatte, entwarf ein neoklassizistisches Mausoleum, nach dessen Fertigstellung 1892 Schliemann dorthin umgebettet wurde.

## Beschreibung

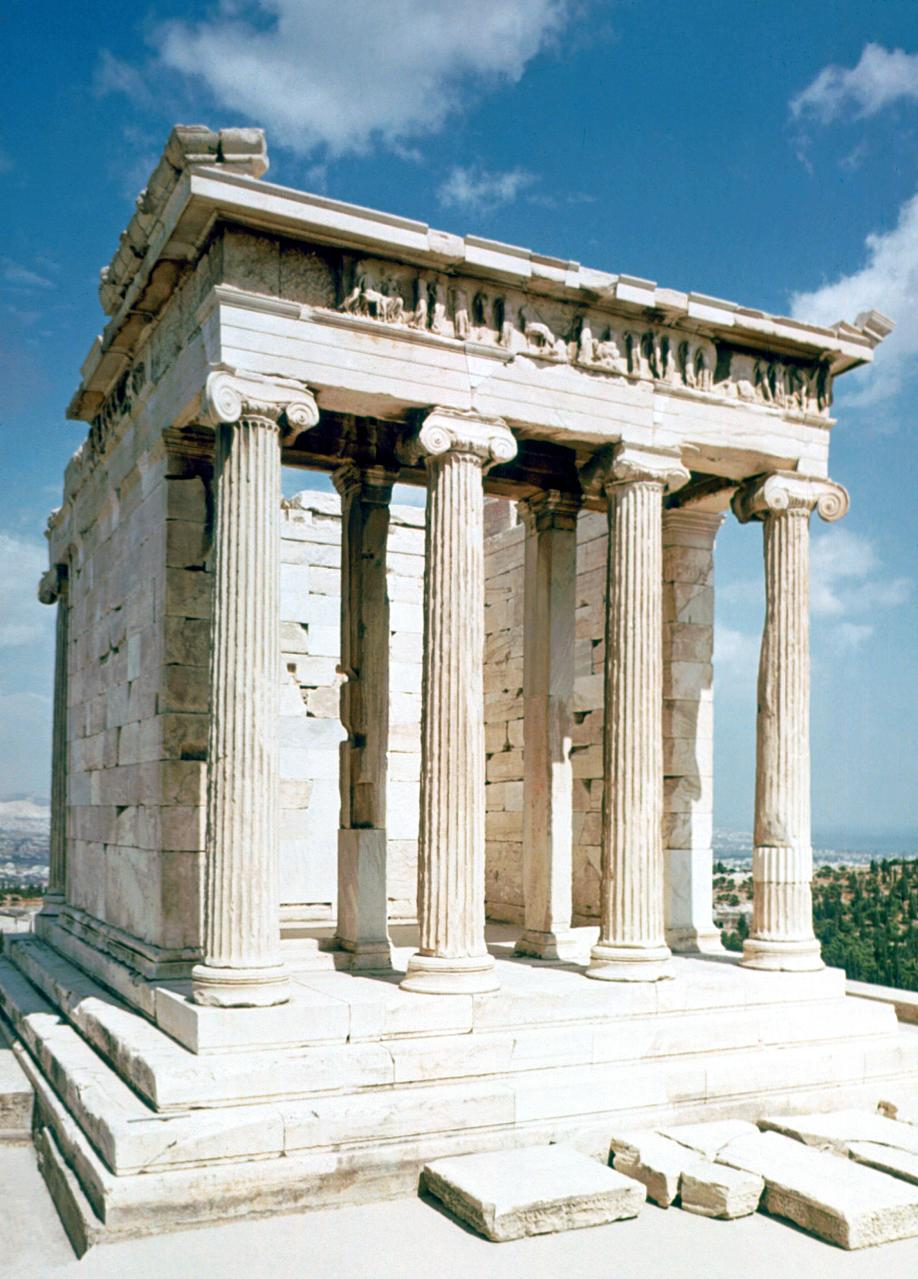
Tempel der Athena Nike

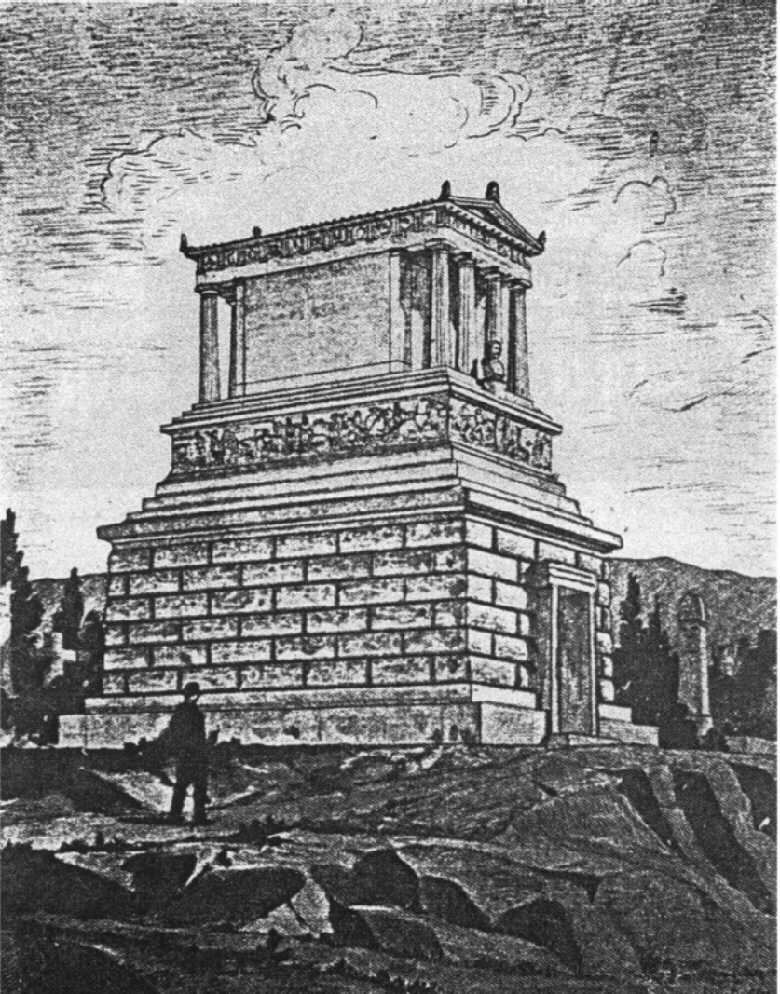
Grabmonument Schliemanns, Zeichnung von Ernst Ziller, 1892

Zillers den Eingangsbereich des Friedhofs dominierendes Grabmal für Heinrich Schliemann auf dem Ersten Athener Friedhof zeigt bis in kleine Details den Typus von Monument, wie er für antike Heroen errichtet wurde (Heroon). Das acht  Meter hohe Grabmal besteht aus einem großen Rustika-Unterbau für die Grabkammer und einem friesgeschmückten stufenförmigen Sockel, auf dem wiederum ein dorischer Amphiprostylos steht. Auf dem Architrav der Westseite findet sich die Inschrift: 

„griechisch ΗΡΩΙ ΣΧΛΙΜΑΝΝΩΙ“

was „Dem Heros Schliemann“ bedeutet.
Ziller entwarf so etwas wie die dorische Variante des Tempels der Athena Nike.
Auch der Parthenon kam zu seinem Recht: „Die Proportionen von Säulen, Kapitell und Architrav entsprechen genau den Werten, die am Parthenon festzustellen sind.“ Ziller neigte die Säulen um einen  cm nach innen und fertigte die Ecksäulen fünf cm stärker als die Mittelsäulen. Die Säulenschäfte erhielten eine leichte Schwellung. Zwischen den Säulen steht auf der Schauseite des Mausoleums eine Büste des Archäologen.
Ziller entsprach dem Wunsch Schliemanns, wonach der Fries Szenen aus der Ilias zeigen und die Metopenfelder archäologische Funde Schliemanns wiedergeben sollten. Der Nordfries war Schliemann selbst gewidmet, er zeigt Szenen der Geschichte seiner Ausgrabungen und das Ehepaar Schliemann.
Ziller verarbeitete seine Erkenntnisse aus den jahrelangen Erforschungen antiker griechischer Stätten und gestaltete die Bauteile des Tempelaufbaus anhand der von ihm selbst unter dem Stichwort Kurvaturen niedergelegten Gestaltungsempfehlungen.
Die von Schliemann mit Bedacht gewählte Lage beschreibt Schliemanns Ehefrau Sophia in der von ihr vervollständigten Selbstbiografie Schliemanns: „Ihn grüßen im Tode die Akropolis mit dem Parthenon, die Säulen des Zeus Olympios, der blaue saronische Golf und jenseits des Meeres die duftenden Bergketten der Argolis, hinter welchen Mykenä und Tyrins liegen“.